# مارك بالاغير
مارك بالاغير روكا (بالإنجليزية: Marc Balaguer Rocá)‏، من مواليد 4 أكتوبر 1995 في ساباديل، هو ممثل إسباني.
ظهر لأول مرة كشخصية في فيلم باو فريكساس أبطال (2010) و لاحقًا على شاشة التلفزيون في المسلسل التلفزيوني أساور حمراء (2011-2013)، للمخرج نفسه وأيضًا مع سيناريو ألبرت إسبينوسا. في المسلسل، يلعب دور توني، الصبي المصاب بمتلازمة أسبرجر، وهو الأذكى في المجموعة. في مقابلة، ذكر أنه، في بعض الحالات، لا يحب أن يكون مشهوراً.

## روابط خارجية
- مارك بالاغير روكا على موقع IMDb (الإنجليزية)
- مارك بالاغير روكا على موقع قاعدة بيانات الفيلم (الإنجليزية)